# Vellamo
Vellamo è uno spirito femminile delle acque, assimibile ad una sirena, presente nel poema epico finlandese Kalevala.
Moglie di Ahti, vive sul fondo del mare dove accudisce una mandria magica che pascola su campi sottomarini. Nelle nebbie mattutine porta la mandria in superficie a mangiare fieno d'acqua. Si dice che sia alta, bella e che indossi un abito blu fatto con la schiuma delle onde marine. 
Può controllare i venti, le onde e le tempeste sul mare ed è per questo particolarmente riverita da marinai e pescatori.
Da essa prendono nome l'asteroide 2827 Vellamo e una planitia di Venere.

## Fonti
- Suomen sanojen alkuperä. Vol. R–Ö. Ed. Suomalaisen Kirjallisuuden Seura. Anno 2000.